# Wilfrid Laurier
Sir Henri Charles Wilfrid Laurier (Saint-Lin-de-Lachenaie, 20 novembre 1841 – Ottawa, 17 febbraio 1919) è stato un politico canadese.
Fu il settimo Primo ministro del Canada dall'11 luglio 1896 al 5 ottobre 1911.

## Biografia
Wilfrid Laurier nacque a Saint-Lin, in Québec da Carolus Laurier e Marcelle Martineau. Nel 1868, sposò Zoé Lafontaine.
Finanziò, insieme alla moglie Zoé Lafontaine, gli studi artistici della nipote Éva Gauthier.